# Нортон, Уильям Уордер
Уильям Уордер Нортон (англ. William Warder Norton; 17 сентября 1891, Спрингфилд, штат Огайо — 7 ноября 1945, Нью-Йорк) — американский издатель, основатель W. W. Norton & Company.
Сын патентного поверенного. Окончил школу в Конкорде и Университет штата Огайо (1912) со специальностью инженера-механика. Занимался продажами сельскохозяйственной техники в фирме Kilbourne & Jacobs Manufacturing Company, затем работал в представительстве британского экспортёра чая Harrisons & Crossfield, Ltd. в Филадельфии, в 1916—1918 гг. на военной службе в управлении по снабжению американских войск в Европе. По окончании Первой мировой войны вернулся в торговлю, в 1921 году занял пост казначея Американской ассоциации социальных работников. Одновременно учился в Новой школе социальных исследований, в 1920−1922 гг. председатель ассоциации студентов, финансово поддерживающих школу. Затем вошёл в попечительский совет так называемого Народного института (англ. People's Institute) — предназначенного для дополнительного образования взрослых подразделения колледжа Купер-Юнион.
В 1923 году Нортон и его жена Мэри Доус Хертер обратились к директору Народного института Эверетту Дину Мартину с предложением о публикации читаемых в институте лекций. Курс лекций по психологии самого Мартина был напечатан первым, далее последовали, в частности, книги Джона Б. Уотсона и Гарри Оверстрита. Лекции записывались стенографистами, расшифровывались и еженедельно отдельными брошюрами высылались подписчикам и в книжные магазины. В 1926 году, однако, чета Нортонов перешла на издание полноразмерных книг и полностью посвятила себя издательскому делу, основав издательство W. W. Norton & Company. В издательстве выходили книги таких авторов, как Бертран Рассел, Зигмунд Фрейд, Карен Хорни, публиковались, благодаря интересам Мэри Хертер Нортон, многочисленные музыковедческие исследования и многие книги Райнера Марии Рильке в её переводе.
Помимо руководства процветающим и расширяющимся издательством Уордер Нортон состоял также в руководящих органах различных общественных организаций в издательской сфере — в частности, в 1934 году был президентом Национальной ассоциации книгоиздателей. В годы Второй мировой войны возглавлял Совет по книгам в военное время (англ. Council on Books in Wartime) — организацию, занимавшуюся обеспечением книгами американским военнослужащим.
После смерти Нортона его вдова распределила перешедшие к ней акции издательства среди его сотрудников, благодаря чему издательство по сей день находится в кооперативной собственности коллектива. Дочь Нортонов Энн (англ. Anne Aston Warder Norton Jones; 1928—1977) была замужем за сподвижником Мартина Лютера Кинга Кларенсом Джонсом.